# 2. HOL za muškarce 2002./03.
Druga hrvatska odbojkaška liga je predstavljala drugi rang natjecanja hrvatskog odbojkaškog prvenstva u sezoni 2002./03.

## Ljestvice

### Kvalifikacije za 1. ligu
Turnir igran u Zadru od 17. do 19. svibnja 2003.
| mj. | klub                      | ut. | pob. | por. | set+ | set- | bod |
| --- | ------------------------- | --- | ---- | ---- | ---- | ---- | --- |
| 1.  | Trnje Panoreklam (Zagreb) | 3   | 3    | 0    | 9    | 3    | 8   |
| 2.  | Zadar (Zadar)             | 3   | 2    | 1    | 8    | 4    | 7   |
| 3.  | Sisak (Sisak)             | 3   | 1    | 2    | 5    | 6    | 3   |
| 4.  | Brod (Slavonski Brod)     | 3   | 0    | 3    | 0    | 9    | 0   |